# Vivarium Darmstadt
Koordinaten: 49° 51′ 59″ N, 8° 40′ 58″ O
Das Vivarium Darmstadt (amtlich: Zoo Vivarium Darmstadt) ist ein kleiner Zoo in der südhessischen Stadt und bezeichnet sich selbst auch als Darmstadts Tiergarten.

## Geschichte und Beschreibung
Am 21. Juli 1956 wurde auf dem Areal der Stadtgärtnerei im Orangeriegarten das Schulvivarium eröffnet.
Am 28. August 1965 wurde das nach Plänen von Diplom-Ingenieur Rolf Prange erbaute neue Vivarium an seinem heutigen Standort eröffnet. Es zeigt auf zirka vier Hektar Fläche über 700 Tiere, die zu mehr als 150 Arten gehören. Namensgebend ist die Aquarien- und Terrarienhalle, in der neben Fischen und Reptilien auch Amphibien, Insekten und andere Gliedertiere gezeigt werden.
Das Vivarium beteiligt sich mit Nachzuchten diverser Tierarten an Europäischen Erhaltungszuchtprogrammen (EEP), so zum Beispiel für Mönchsgeier und Kleinen Vasapapagei als Zoo-Welterstzucht. Attraktionen des Zoos sind die Tierhäuser für Schopfmakaken sowie das im Jahr 2005 eröffnete Tropenhaus für Binturongs (Marderbären) und Zwergotter.
Es gibt ein begehbares Gehege für Bennett-Kängurus (eine Unterart des Rotnackenwallabys) sowie einen Streichelzoo mit Westafrikanischen Zwergziegen. Das bis in die 1980er Jahre für Schimpansen genutzte Afrikahaus wurde zu einem Tropenhaus für Stumpfkrokodile, Mausvögel, Schmetterlinge und Fische umgebaut und in dieser Form 2011 eröffnet. Ihm gegenüber liegt die begehbare Voliere für einheimische Watvögel.
Das Gehege für die Seychellen-Riesenschildkröten wurde bereits erweitert und im März 2010 eingeweiht. 2014 wurde das Dr.-Maria-Börsig-Haus eröffnet, zu dem eine begehbare Außenanlage für Bolivianische Totenkopfaffen gehört. 2015 wurden der Umbau und die Vergrößerung der Tapiranlagen beendet, im Streichelzoo entstand ein neues Gehege für Hausmeerschweinchen.
Für die Zukunft plant der Zoo eine Umstrukturierung und den Neubau zahlreicher weiterer Anlagen. Überlegungen werden etwa angestellt bezüglich des Umbaus der Aquarien- und Terrarienhalle. Die Zielplanung des Zoos sieht künftig vor, den Besuchern die Tierwelt der südlichen Erdhalbkugel zu zeigen. Es wird zunehmend eine Konzentration auf Tierarten aus Südamerika, Afrika sowie Australien geben.

## Förderverein Kaupiana
Der Förderverein Kaupiana, benannt nach Johann Jakob Kaup, unterstützt den Zoo mit Geldern.

## Bildergalerie

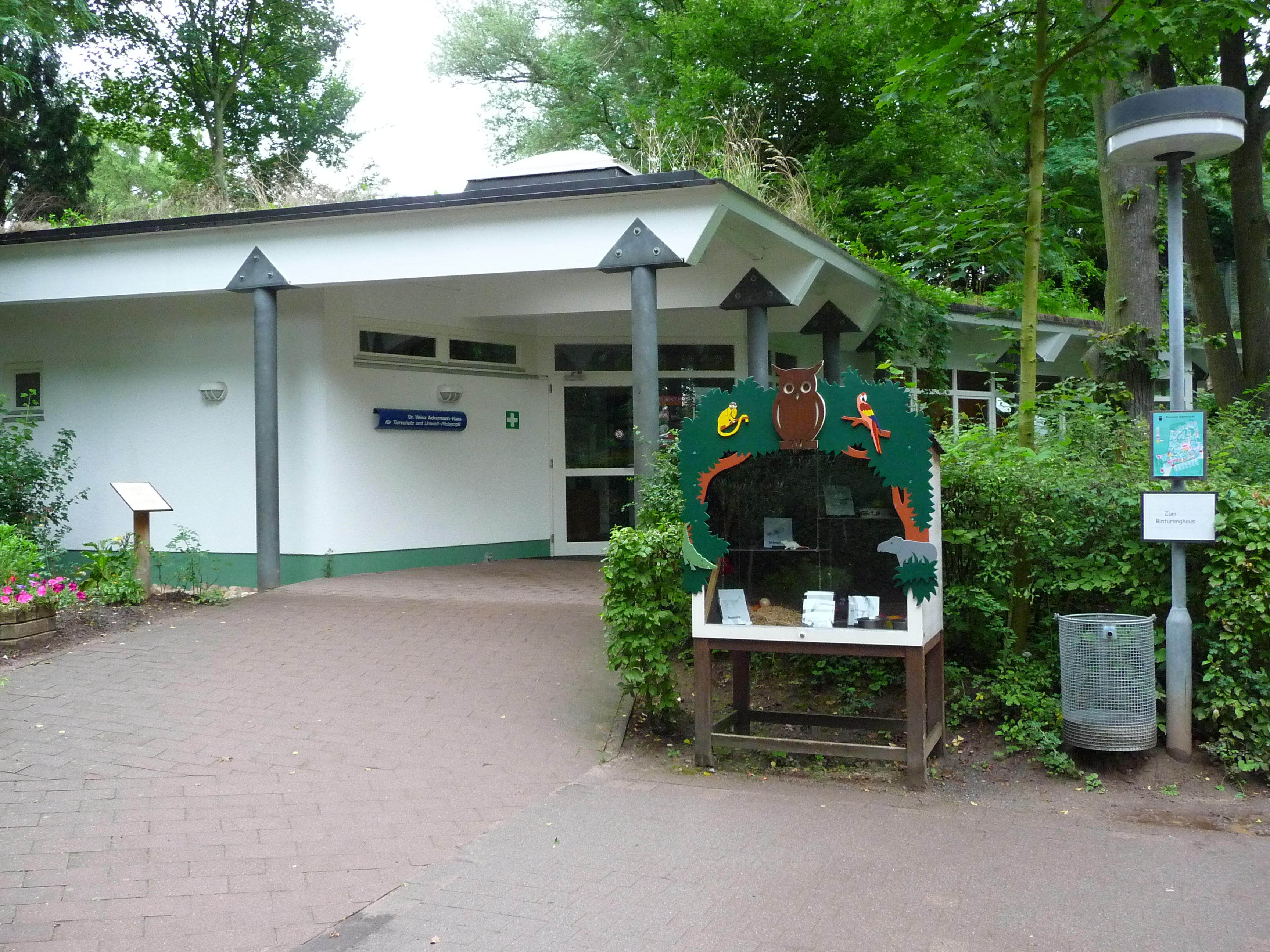
Ackermann-Haus für Tierschutz und Umweltpädagogik (2010)
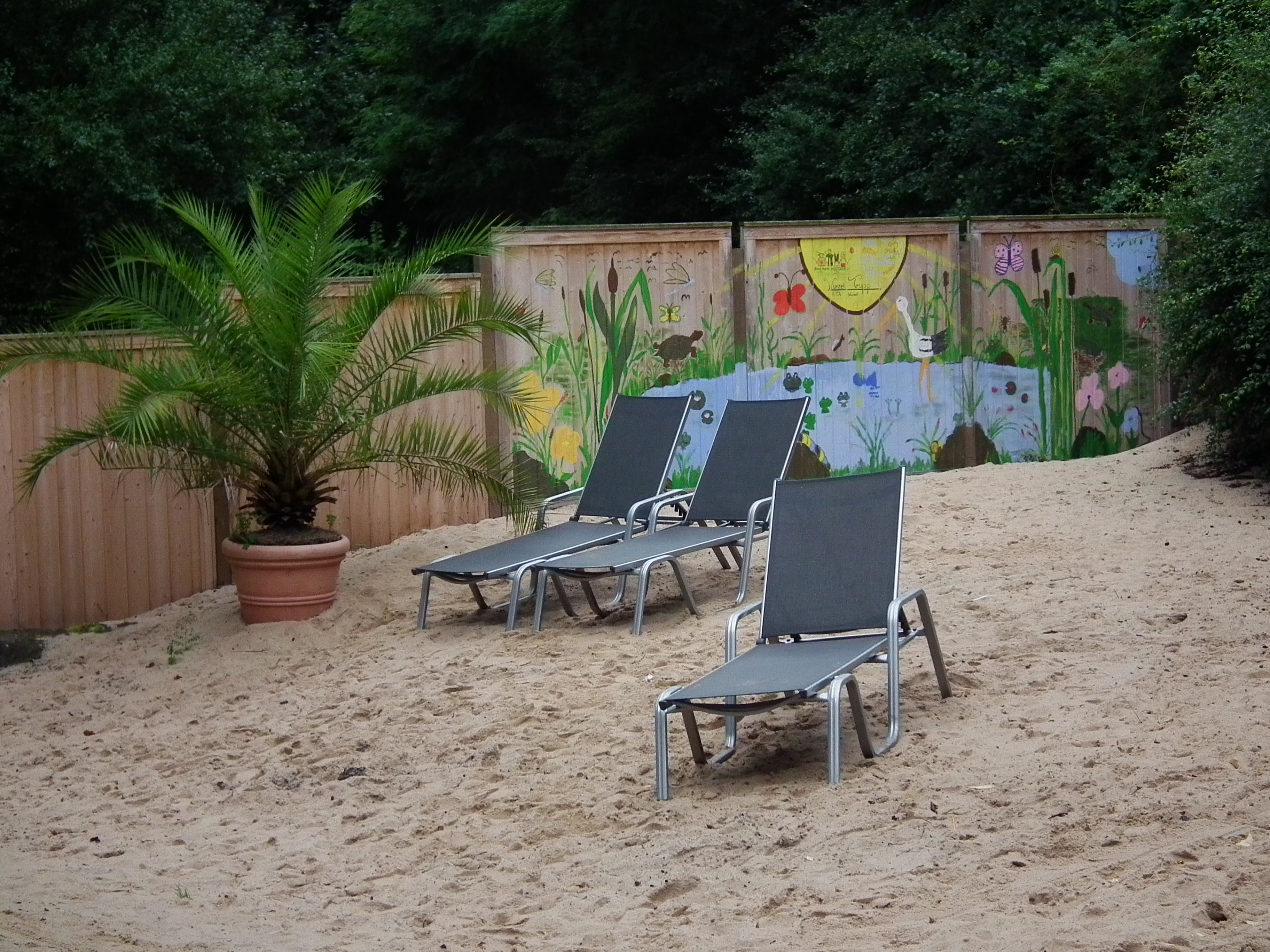
Verwaister „Strand“ (2010)
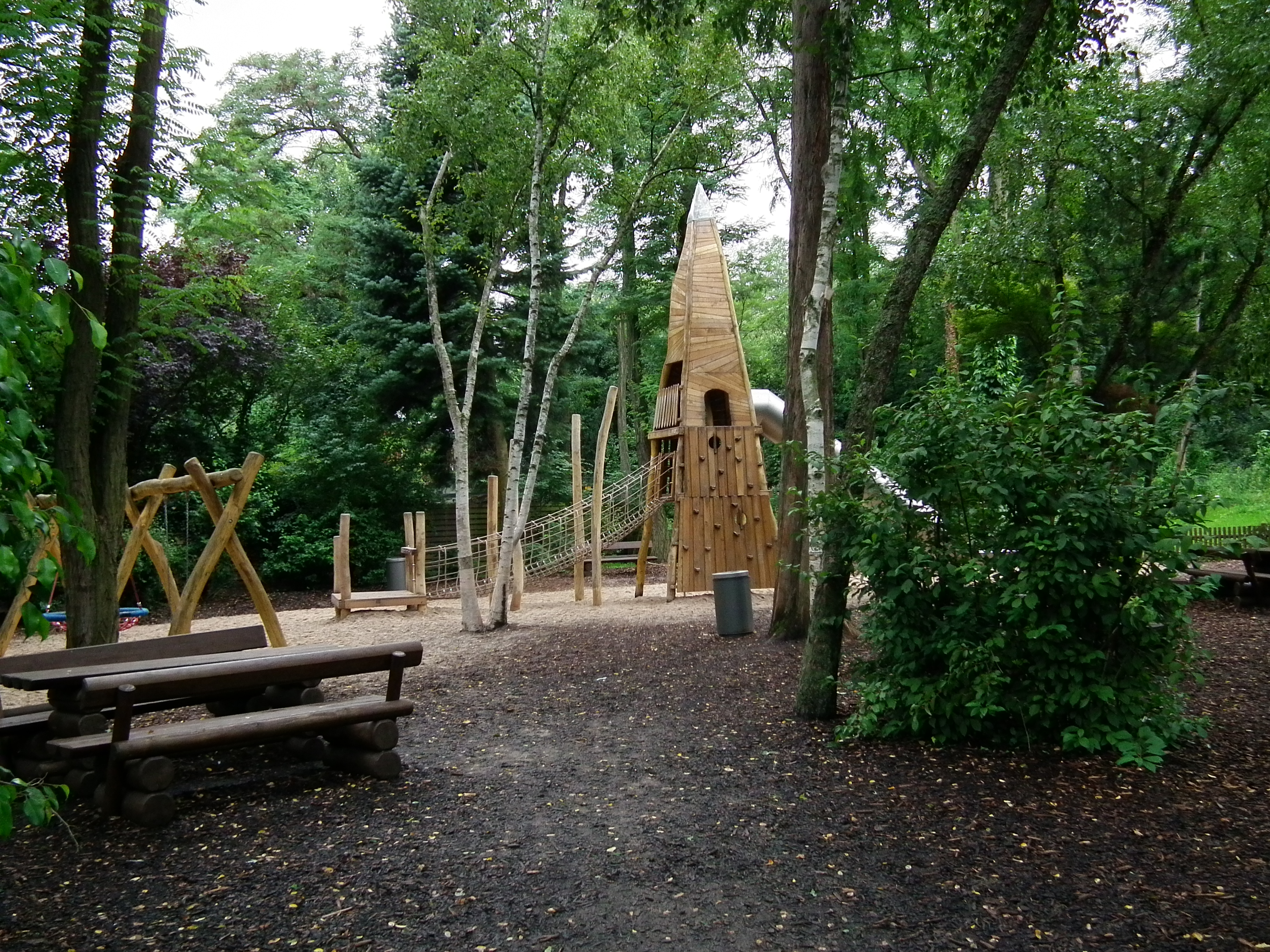
Spielplatz (2010)
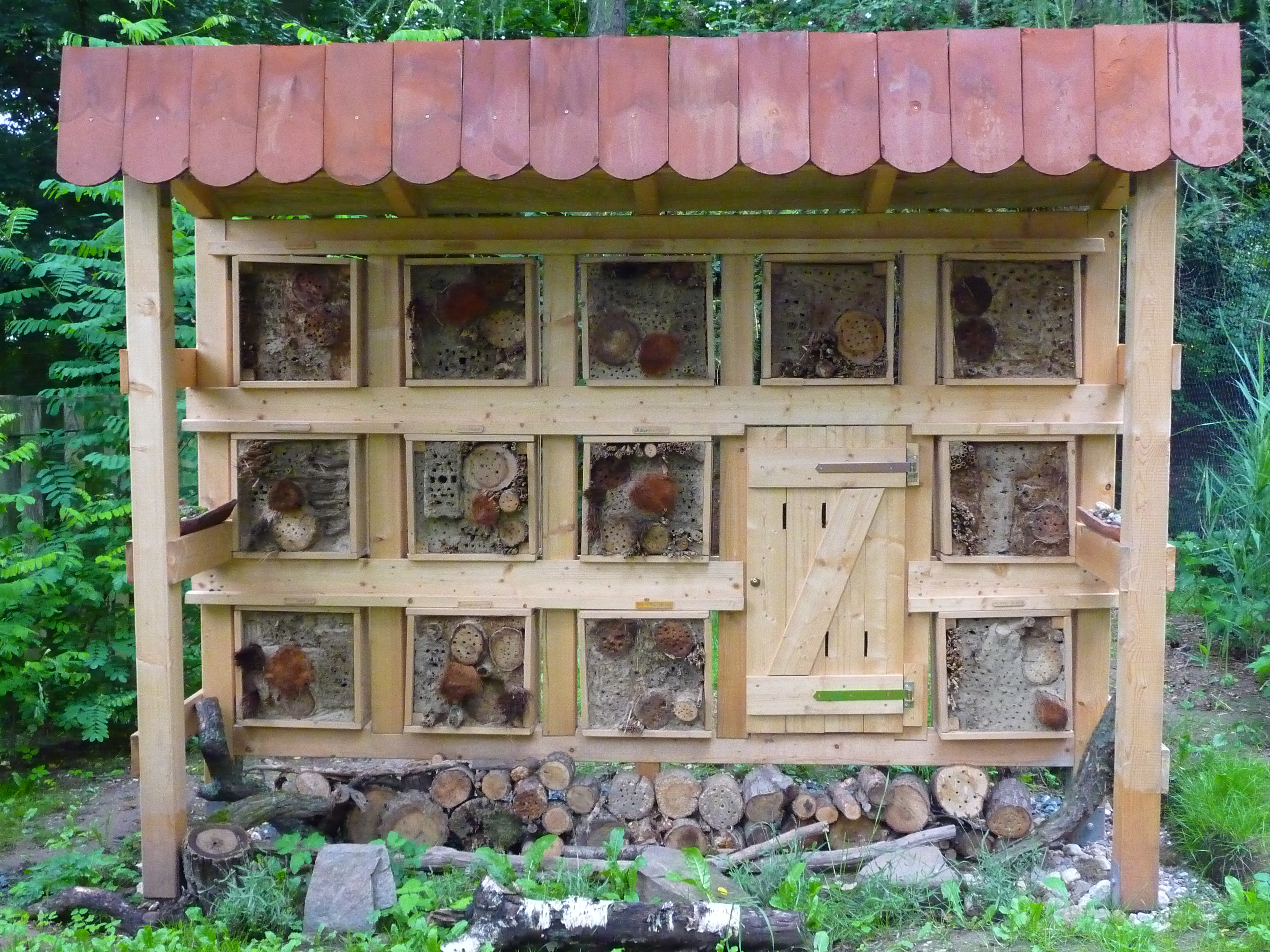
Insektenhotel (2010)
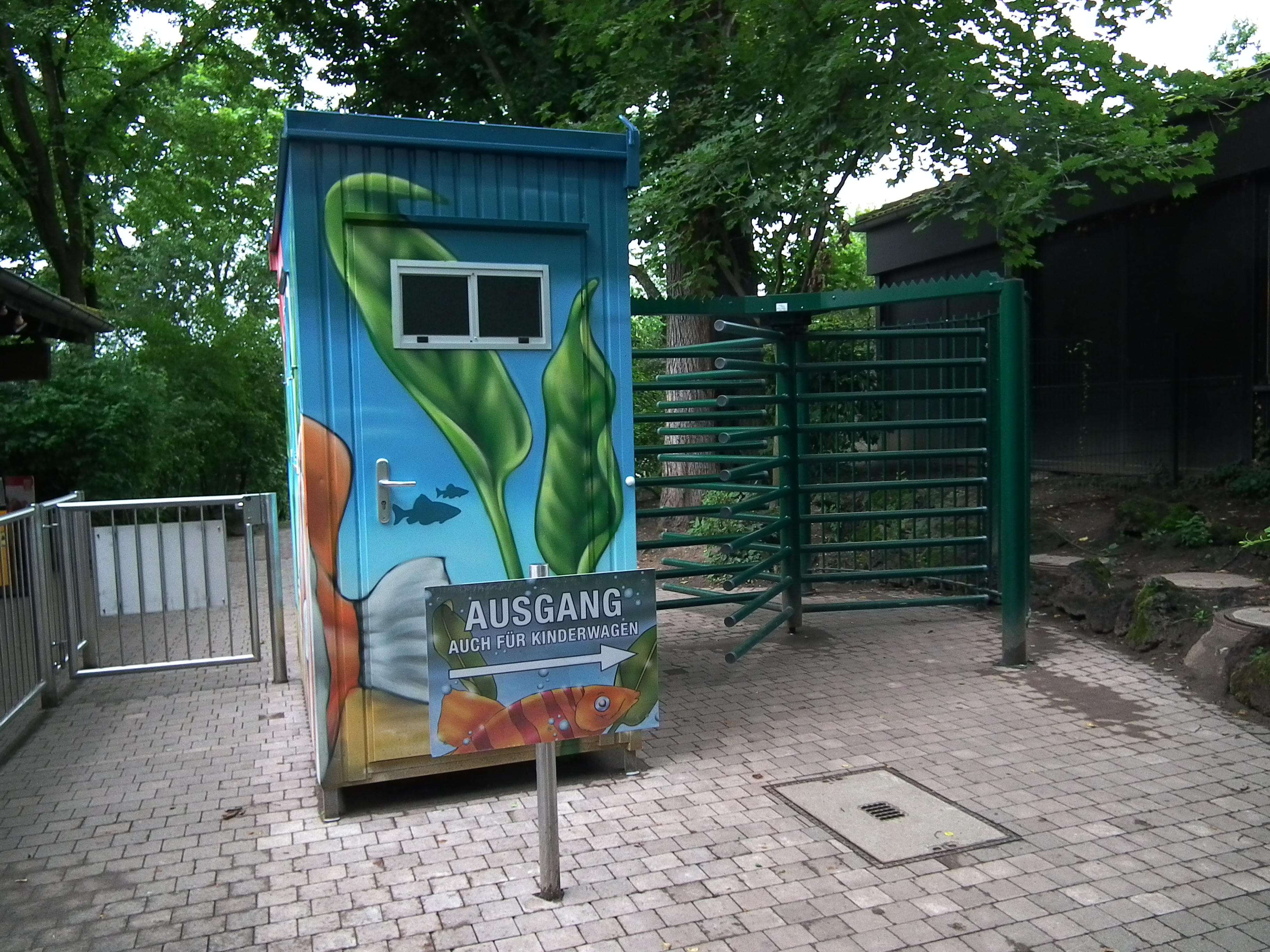
Ausgang (2010)